# Dessin de presse en France
Le dessin de presse en France s'est développé en France en même temps que la presse elle-même, reprenant les fonctions de publications graphiques auparavant indépendantes. Jusqu'à la fin du XIXe siècle, toutes les images de presse sont des dessins. L'introduction de la photographie imprimée par similigravure a produit des images qui prétendent à l'objectivité, laissant aux dessins l'expression d'opinions et de sentiments, connotation moderne de l'expression « dessin de presse ». La caricature est largement représentée dans le dessin de presse.
Le dessin de presse judiciaire s'est développé en France à la même époque. L'interdiction de la photographie dans les tribunaux en 1954 lui a conservé une fonction documentaire.
Le dessin de presse occupe une part importante ou prépondérante dans la presse satirique.

## Définition
Par définition, le dessin de presse porte un regard sur l'actualité. Souvent décalé et humoristique, il a pour principal but de faire réagir le lecteur et de faciliter la lecture de l'actualité. Un dessin de presse est dit efficace s'il ne sollicite pas longtemps l'attention : il doit dire le plus dans le moins d'espace possible. Il est souvent dit éphémère. En effet, un dessin de presse possède beaucoup de références à une ou plusieurs actualités récentes. C'est sa caractéristique journalistique. Un dessin ancien perd de fait de sa pertinence.
L'expression « dessin de presse » est attestée en France en 1945 à l'occasion d'une exposition, et devient d'usage courant dans les années 1990. À partir de cette époque, certains ont assimilé aux dessins publiés dans la presse contemporaine des productions historiques très différentes, selon la définition qu'ils souhaitaient donner de l'activité des illustrateurs de la presse.

## Le dessin de presse politique et de mœurs

### Avant la presse
Le dessin de presse politique hérite des « occasionnels » imprimé depuis la Renaissance sur de grandes feuilles comportant des images gravées avec des récits imprimés. Ces publications relatent les fêtes à la cour, la vie des princes, ou encore des batailles. Les procédés de dessin et de gravure sont longs et coûteux.
Henri IV utilise le dessin comme propagande notamment avec des dessins anti-espagnols.
Au XVIIe siècle la caricature est moins tranchante et gagne en qualité technique. Elle s’adresse de plus en plus à une élite en se réfugiant dans le symbolisme et l’étude de la société.
Au XVIIIe siècle apparaît une opinion publique qui pousse les dessinateur à adopter un langage moins savant pour atteindre les couches populaires. Ils tendent alors vers la grossièreté, les obscénités envers la famille royale et le clergé.
La Révolution est une période de développement de la caricature dans des proportions jusqu'alors inédites, les publications d'occasion, d'une feuille comprenant un dessin et un texte, se développent aussi bien dans le camp des royalistes que dans celui des révolutionnaires. Ils dénoncent le parti adverse, parfois son propre parti, dans la naissance de la propagande. On assiste alors à une avalanche de dessins satiriques parfois très violents que les élites associent à un vecteur de désordre social. Ces caricatures se font souvent avec la représentation d'humains (principalement les personnes au pouvoir) sous les traits d'animaux comme les caricatures de Louis XVI en cochon. Contrairement aux écrits, ils mobilisent les lettrés comme les analphabètes.
Dans un arrêté de septembre 1793 le comité de salut public fixe clairement comme objectif à la caricature de former les citoyens d'une société encore largement analphabète et de diffuser les valeurs et les idéaux républicains. Entre la Terreur et le Premier Empire la caricature plonge dans la propagande en mettant en relief la rivalité franco-britannique comme le fait Jacques-Louis David lorsqu’il assimile le roi britannique à un diable répandant sur son peuple les impôts comme des excréments.
Au début du XIXe siècle le dessin de presse se nourrit davantage de la littérature avec un repli élitiste qui suit les codes de la morale bourgeoise de l’époque.
C’est l’époque de la caricature amplificatrice où on privilégie les traits accentués des personnages au détriment de la légende.

### Les débuts de la presse illustrée
La presse illustrée en France est d'abord éducative. Le Voleur d'Émile de Girardin est illustré dès son premier numéro en 1828. Édouard Charton, convaincu de la puissance de l'image, lance en 1833 le Magasin pittoresque, qui aborde des sujets techniques aussi bien que des descriptions de mœurs des provinces ou de pays lointains.
Le style du dessin de presse est tributaire des moyens d'impression. Le dessin est copié, inversé, sur bois ; un spécialiste le grave. L'imprimeur insère le bois gravé dans la composition ; on tire de la page, par moulage au plâtre ou à la pâte à papier, un cliché qui sert à fondre une forme typographique. La gravure sur bois ne produit que des épreuves au trait et des aplats. Les aplats entraînent une forte charge d'encre, peu compatibles avec les imprimeries de presse, qui doivent produire plusieurs dizaines de milliers d'exemplaires en quelques heures, sur les deux faces d'un papier léger. Le dessin d'actualité doit, de plus, être gravé sur bois rapidement. Les dessins de presse, généralement de petit format, sont donc de préférence linéaires, avec éventuellement des hachures. Ces contraintes techniques créent un style de dessin, et une spécialité d'illustrateur de presse, produisant, dans ce style, des portraits de personnalités aussi bien que des dessins explicatifs. Les publications illustrées qui suivent l'actualité de plus loin peuvent s'affranchir de ces contraintes, et ont produit les dessins les plus mémorables.

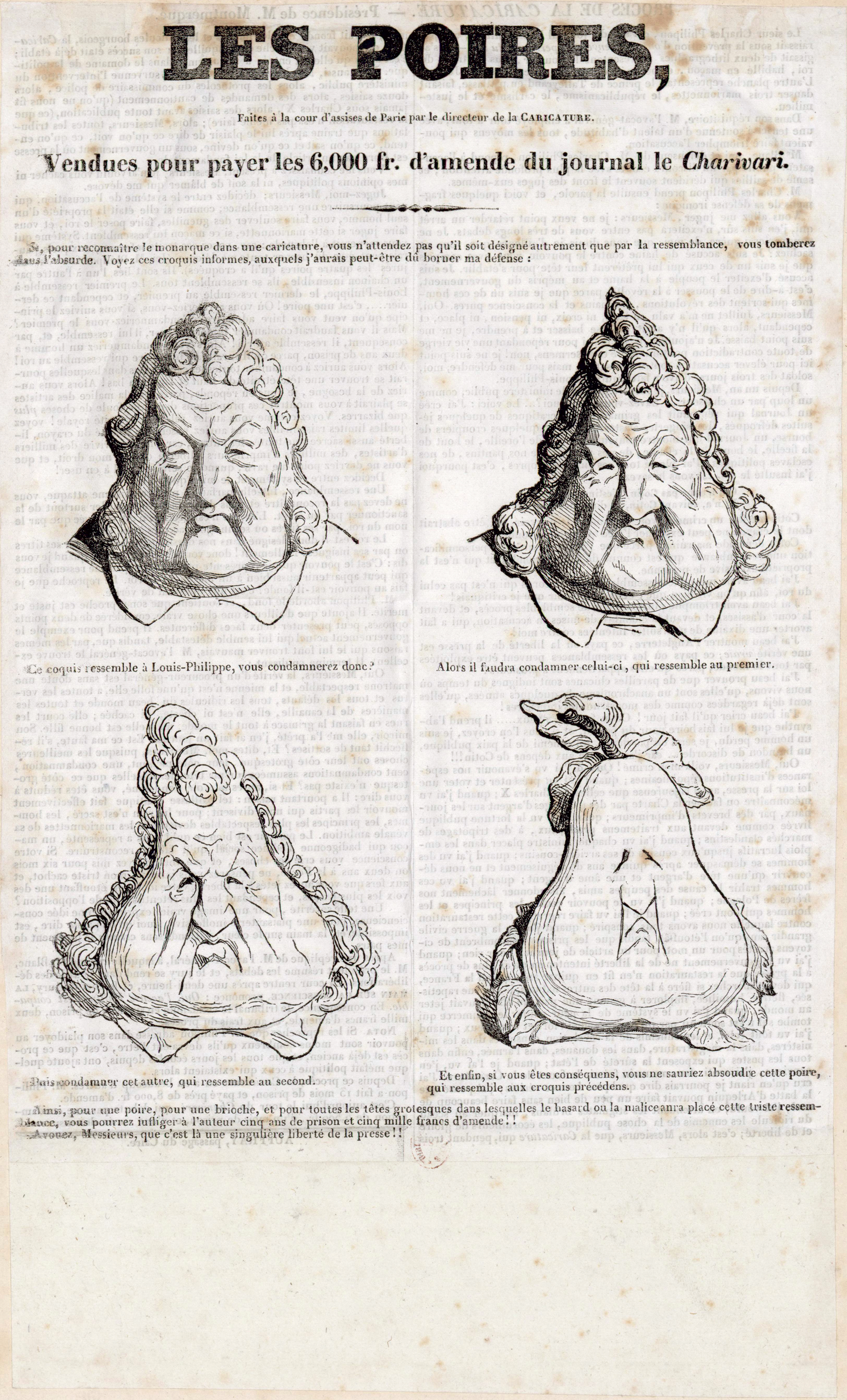
Caricature de Louis-Philippe Ier en poire par Daumier.

Après les Trois Glorieuses, le dessin de presse satirique apparaît avec la publication de l'hebdomadaire La Caricature de Charles Philipon en 1830 qui publie notamment des dessins de Daumier, mais aussi dans bien d'autres journaux.
Mais ces publications, principalement des caricatures, agacent le pouvoir. Rapidement toute représentation du roi est interdite ou bien elle doit être faite de dos. Philipon est condamné en 1834 pour avoir publié la caricature de Louis Philippe en poire où le dessinateur suggère aux tribunaux de faire interdire la représentation des poires car la tête du roi a leur forme. La loi sur la presse du 9 septembre 1835 soumet la publication des gravures à l'autorisation préalable des censeurs. Les caricatures tolérées n'attaquent pas directement les institutions politiques ; la satire des mœurs que produisent des artistes comme Daumier ou Gavarni dans Le Charivari et ailleurs connaissent un vif succès. La Révolution de 1848 rétablit la liberté de presse et ouvre une période exceptionnelle pour la caricature jusqu'à la proclamation du Second Empire. Sous la censure la satire moque les femmes, celles qui recherchent l'égalité avec les hommes comme celles qui suivent la mode, les hommes d'argent, et certains métiers tels que les avocats, les médecins, les militaires ou les religieux. L'éclipse consacre cependant l'essentiel de ses dessins comme de ses textes à des sujets politiques ; le magazine survivra jusqu'en 1919.
Au milieu du siècle, Firmin Gillot invente un procédé permettant fabrication des clichés à partir du dessin au trait, par photographie, accélérant le processus de reproduction du dessin de presse. La lithographie, réservée à ses débuts à des faibles tirages, évolue avec l'utilisation du zinc comme support, et une suite d'améliorations techniques qui vont aboutir à l'offset. L'utilisation de trames photomécaniques permet de réaliser des aplats. L'application des mêmes procédés à la photographie, à la fin du siècle, va progressivement transformer l'usage du dessin de presse.

### Sous la Troisième République
Après la Commune de Paris, les vaincus vont alimenter pendant plusieurs années la verve des caricaturistes comme Gustave Doré. La Troisième République affermie rétablit la liberté de la presse avec la loi du 29 juillet 1881. Après cette date pas moins de 250 journaux satiriques paraissent. De vifs débats s'ensuivent, notamment sur le droit au blasphème et la liberté à laisser aux dessinateurs dans leur traitement du thème religieux. Ceux qui veulent protéger l’Église des attaques de la presse comme Charles-Émile Freppel s'opposent à ceux qui souhaitent donc laisser les dessinateurs libres de traiter de la religion, arguant que Dieu est assez puissant pour pouvoir se défendre seul.

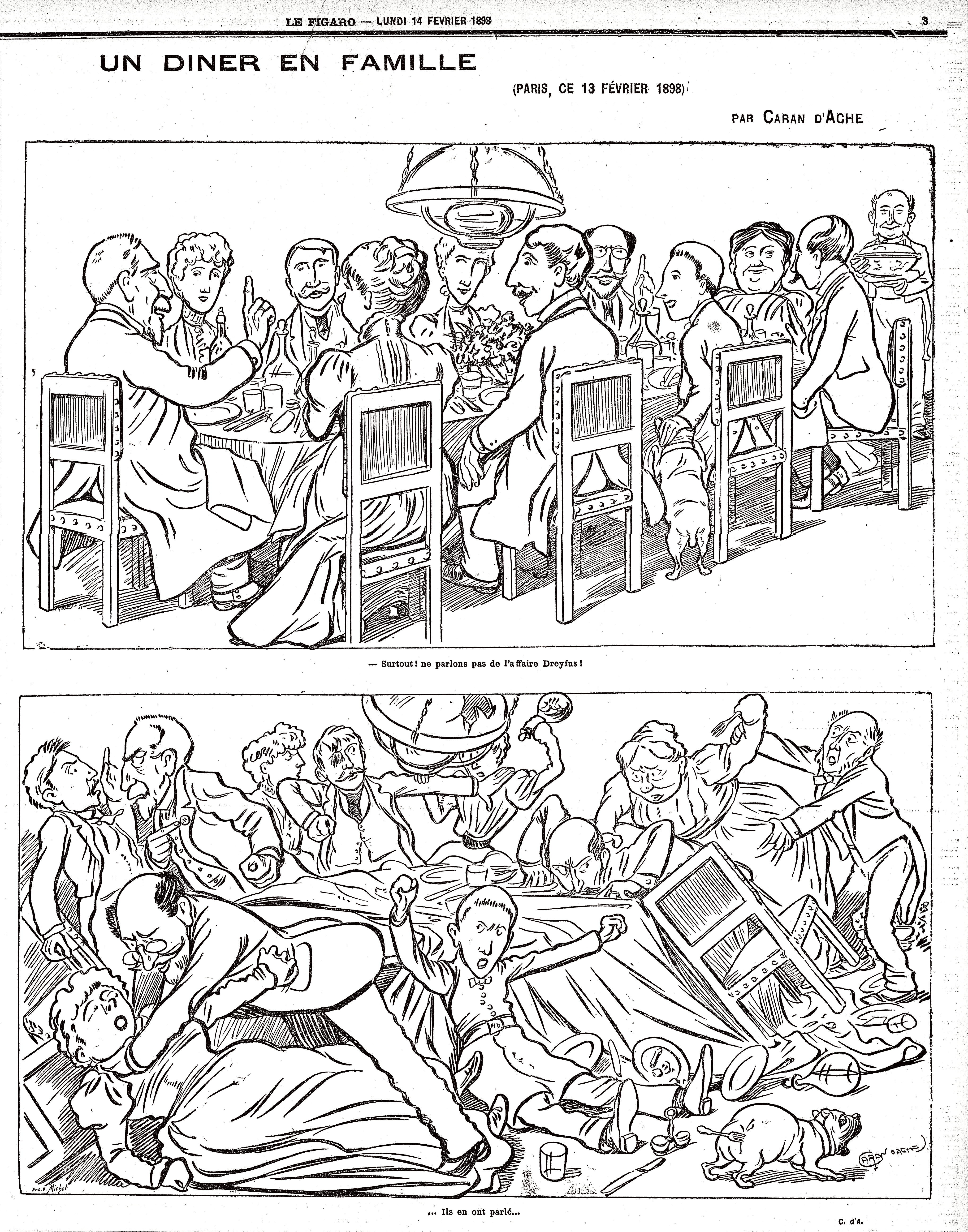
Caricature de Caran d'Ache, traitant de l'affaire Dreyfus, parue dans le Figaro le 14 février 1898 sous le titre Un dîner en famille.

Le dessin de presse prospère, sous toutes les formes, y compris politiques. Il sert autant la satire sociale, la dérision des élites, que le boulangisme et l'antisémitisme avec notamment plusieurs publications illustrées par Caran d'Ache prenant parti contre Alfred Dreyfus et Zola. Dans l'affaire Dreyfus les dessinateurs de presse et une dessinatrice, Gyp, expriment surtout des sentiments antidreyfusards fondés sur l'antisémitisme et l'anti-intellectualisme. On assiste alors à une prolifération de dessins antisémites qui forcent les traits physiques supposés des Juifs. Les femmes sont l'objet de l'attention constante des caricaturistes.
La période de gloire du dessin satirique se poursuit au début du XXe siècle, avec le supplément hebdomadaire illustré du Gil Blas, la Caricature d'Alfred Robida, puis avec L'Assiette au beurre. Dans les lutes entre laïcs et cléricaux qui aboutissent à la séparation de l'Église et de l'État en 1905, les journalistes et les militants s'enthousiasment pour la caricature qui transforme par l'outrance la divergence en conflit haineux, tandis que les élites, pensant à un compromis pacificateur, sont plutôt défavorables.
La photographie change profondément la place de l'image dans la presse à partir de 1890. La presse va de plus en plus confier à la photographie le rôle de description objective, tandis que le dessin exprime sentiments et opinions. Mais le croquis de terrain est parfois non seulement plus expressif, mais encore plus rapide que la photographie, qui a besoin d'appareils et de lumière. Un « croquiste reporter » comme André Galland publiera encore dans la presse après la Seconde Guerre mondiale.

### D'une guerre mondiale à l'autre

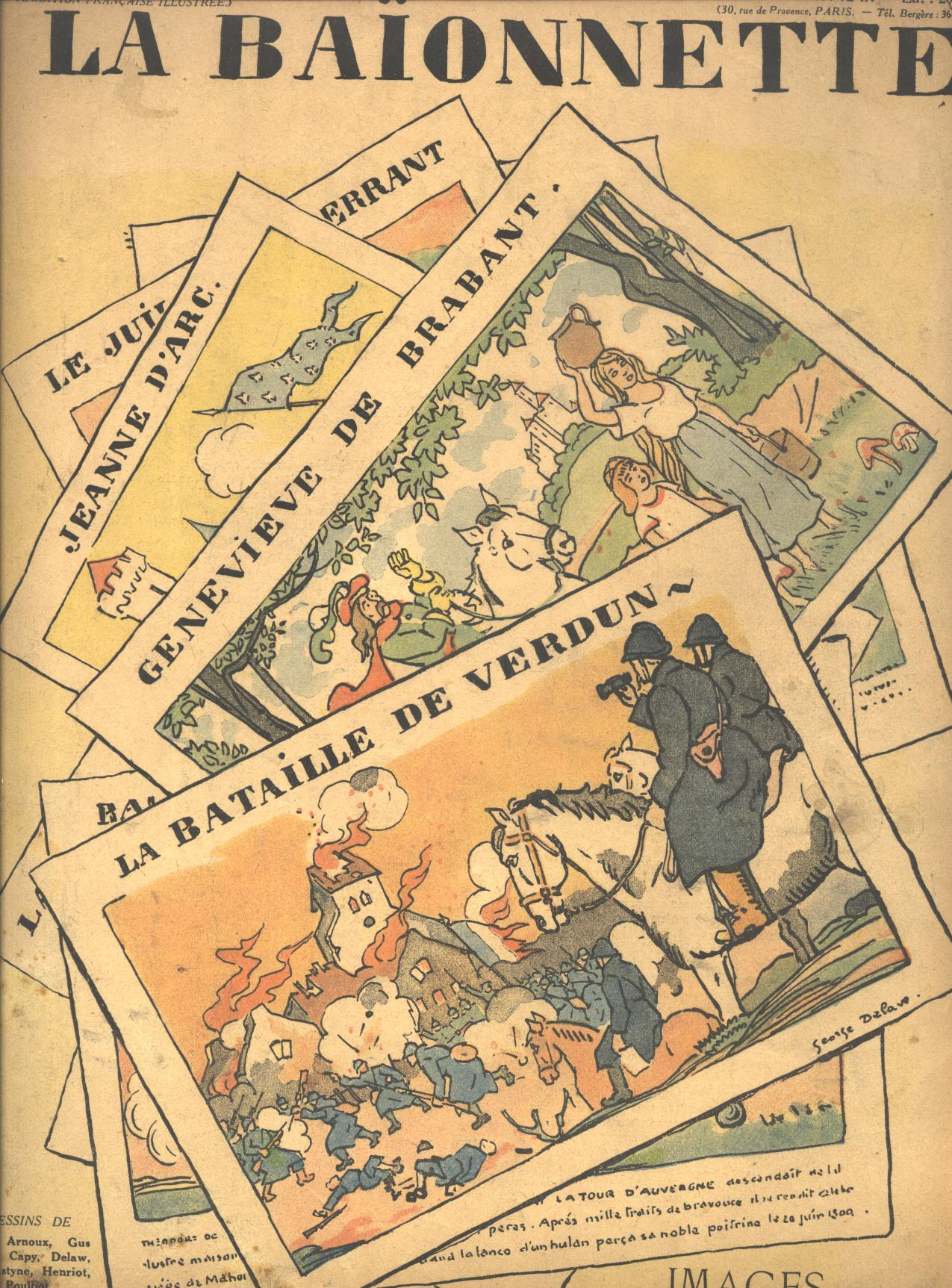
Une du 10 février 1917

À cause du souvenir de la guerre de 1870, au cours de laquelle la presse avait dévoilé le mouvement des troupes du 12.e et 13.e corps d'armée du général Mac Mahon, le gouvernement rétablit la censure le 2 août 1914 face à la guerre imminente. Les journalistes et dessinateurs s'obligent alors à donner une image positive de la guerre, à glorifier les soldats et dénoncer « l'agresseur » Allemand. Il est interdit de publier des informations militaires en rapport avec la stratégie, le matériel militaire, les pertes sauf celles venant du bureau de la presse du Ministère de la guerre. Les articles défaitistes ou démoralisants sont aussi proscrits. Les contrevenants subissent des amendes, une hausse du prix du papier, ou ne sont pas livrés. Pas moins de 5 000 personnes travaillent à contrôler les contenus des journaux, considérés comme des outils de propagande visant à rassurer l'arrière. On lit des comptes rendus comme celui-ci, publié dans Le petit Parisien du 22 mai 1915 : « À part cinq minutes par mois, le danger est très minime, même dans les situations critiques. Je ne sais comment je me passerai de cette vie quand la guerre sera finie. Les blessures ou la mort... c'est l'exception ». Cette censure durera jusqu'en 1919.
L'hebdomadaire illustré La Baïonnette est créé en 1915. Il a pour objet principal le soutien moral guerrier des Français. Il se moque des Allemands et ridiculise leurs dirigeants à travers des caricatures.
De la même manière L'Anti-boche illustré, publié en 1915 et 1916, se tourne entièrement contre les allemands. Les caricatures montrent alors des soldats sanguinaires coiffés du casque à pointe, destructeurs de maisons et violeurs de femmes; tout en véhiculant des clichés classiques tels que l'allemand buveur de bières, l'intellectuel efféminé, le gros chasseur bavarois, le mangeur de charcuterie, etc...
Certaines caricatures exagèrent les violences de guerre en montrant par exemple des corps disloqués pour faire peser la responsabilité de la guerre sur l'ennemi, tandis que d'autres atténuent la réalité en montrant une vie au front faite de jeux et de farces ainsi que des soldats toujours vaillants
Les combattants, qui ont accès à ces publications pendant leur repos à l'arrière dénoncent une mascarade qui ne correspond pas à la réalité du front. Certains créent même leur propre journal dans les tranchées ; ceux-ci seront généralement censurés.
Le Canard enchaîné naît en 1915 d'une réaction à ce « bourrage de crânes ».
La montée du communisme et du fascisme puis l'arrivée du Front populaire alimentent les thèmes des dessins après la première guerre mondiale. L'arrivée au pouvoir du cartel des gauches en 1924 relance le dessin de presse de droite. À cette époque, les dessinateurs cessent de se référer à la peinture, et se considèrent comme journalistes. La loi de 1935 fait du dessinateur-reporter professionnel une profession assimilée à celle de journaliste.
Le dessin de presse prospère en France pendant la Seconde Guerre mondiale sous le régime autoritaire de Vichy. Il supplée aux arguments raisonnables et figure en évidence dans Je suis partout, Au Pilori et autres publications pétainistes et antisémites. Poursuivis lors de l'épuration leurs dessinateurs laissent la place à d'autres, liés aux journaux attachés à la liberté de la presse.

### Après la Seconde Guerre mondiale
Le dessin d’après guerre se caractérise visuellement par l’abandon de la précision du dessin au profit de la simple caricature qui permet de plus une meilleure reproductibilité, ce qui est d’autant plus important que des dessins doivent être publiés chaque jour pour suivre la vie politique. La légende prend aussi une plus grande importance.
Le statut de 1945 assimile les dessinateurs de presse aux journalistes. La caricature occupe alors moins d'espace et laisse place au dessin de presse politique tel qu'on le connaît aujourd'hui avec une illustration pamphlétaire de l'actualité politique, orientée par un esprit conservateur, comme Jacques Faizant, ou plus sarcastique et progressiste, comme Plantu.
Au sortir de la guerre les dessins antisémites sont de plus en plus rejetés et l’on commence à réfléchir aux limites de la liberté des dessinateurs. Ils doivent faire la différence entre la critique de la religion et le racisme.
La guerre d'Algérie divise le dessin de presse entre les partisans et les adversaires du maintien de la colonie. Les opposants, comme Siné, fondent sur un engagement qu'ils ressentent comme définitivement minoritaires des journaux satiriques comme Hara-Kiri, basés sur une remise en question générale des valeurs, qui prospèrent après mai 1968. Cette remise en question amène les dessinateurs comme Cabu à s'intéresser autant voire plus à la satire de mœurs qu'à la politique, et à produire de la bande dessinée dirigée vers les adolescents, autant que du dessin de presse. D'autres comme Chaval et Sempé s'abstiennent entièrement du commentaire politique.
Après la mort du Charles de Gaulle le 9 novembre 1970, l’hebdomadaire satirique Hara-Kiri hebdo publie le 16 novembre 1970 sa fameuse une « Bal tragique à Colombey, un mort », allusion aux 146 victimes de l'incendie du 5-7 survenu deux semaines plus tôt. Cette une est alors interdite. Ceci montre à la fois la censure présente à l’époque mais témoigne aussi de l’influence qu’a le dessin de presse à l’époque.
Dans la fin des années 1960, les grands journaux français avant réticents à utiliser les dessinateurs commencent à les accueillir. On le voit par exemple dans Le Monde ou L’Obs.
La télévision demande occasionnellement à des dessinateurs de produire en direct des commentaires graphiques sur les sujets qu'elle traite.
Dans les années 2000, le dessin de presse est exclusivement hostile et critique. Selon Pétillon, « l'humour doit pouvoir garder quelque chose d'anar et de sauvage ». Il « renforce les convictions. Le dessin engagé cimente une communauté de point de vue et accentue les clivages ». Comme à l'époque de la Séparation de l'Église et de l'État, « les journalistes et les militants se disent (…) très enthousiastes pour ces images qui permettent de toucher les esprits avec force et réussissent à faire enrager l’adversaire ». Les attentats de janvier 2015 en France visaient explicitement la publication de dessins de presse.

## Le dessin de presse judiciaire

### Définition
Le dessin de presse judiciaire ou croquis d'audience caractérise les illustrations publiées dans la presse dont le but est de représenter des scènes de procès. En effet, il est interdit d’y prendre des photographies par loi du 6 décembre 1954. Ainsi des dessinateurs sont présents afin de représenter rapidement et le plus réellement possible ces scènes dans le but d’archiver ou d’illustrer. Cela permet de se faire une idée du procès et des ressentis des personnes dessinées. Cependant, en France, ils ne sont qu'une dizaine à pratiquer. La plupart du temps ce n'est pas leur profession première et ils exercent un autre métier artistique à côté. Ils ne sont embauchés qu'à l'affaire par une agence de presse ou un journal en particulier.

### Apparition
Le dessin de presse judiciaire a illustré, avant la photographie, la presse généraliste et surtout la presse spécialisée apparue en France en 1828 avec la Gazette des Tribunaux pour suivre le procès de l'assassin de la bergère d'Ivry.
Le dessin de presse judiciaire moderne (il existait déjà avant du fait du coût de la photographie) est apparu le 6 décembre 1954 avec la loi mise en œuvre ce jour visant à définir la liberté de la presse en vue d'interdire la photographie, la radiodiffusion et la télévision dans les débats judiciaires. N’ayant plus de moyen de représenter les procès, les médias firent appel à des dessinateurs depuis ce jour[réf. souhaitée].

## Le dessin dans la presse satirique
Un journal satirique est un journal qui utilise la satire, critique humoristique et moqueuse, pour présenter son point de vue.
En France, c'est Le Canard enchaîné qui accorde le plus de place au dessin de presse. Dans Charlie Hebdo, la « une » n'est constituée que d'un dessin avec un commentaire en guise de titre.
Les journaux satiriques connaissent en France des difficultés financières d'autant plus fortes qu'ils ne bénéficient pas de recettes financières issues de la publicité de manière à éviter l'influence des annonceurs sur leur contenu.

### Les dessinateurs de presse en France
Le dessin de presse était, avant la première guerre mondiale, plutôt une activité alimentaire pour des artistes qu'une profession ; aujourd'hui, des dessinateurs peuvent, comme Plantu, publier un dessin quotidien et se voir considérés presque comme un éditorialiste.
Les dessinateurs de presse en France sont depuis 1935 assimilés à des journalistes à condition d'être reconnus comme « reporter-dessinateur » par la commission de la carte de presse. Ils ne sont pas considérés, au sein des rédactions, comme des journalistes et ne participent pas d'ordinaire aux conférences de rédaction. Ils sont généralement pigistes et leurs rémunérations sont inférieures à celles des journalistes pigistes. Un dessinateur de presse dépend de la ligne éditoriale du journal dans lequel il publie et donc de son rédacteur en chef. Il ne choisit pas la place qu'occuperont ses dessins ni leurs formats.
On[Qui ?] dit habituellement d'un dessinateur de presse doit respecter la règle "des 5W": Who? (qui), What? (quoi), Where? (où), When? (quand), et Why? (pourquoi)[réf. nécessaire]. Odile Conseil parle plutôt des trois R : rire, réagir, réfléchir. Pour le journal Le Monde, le dessin de presse « par l’exagération graphique, le dessinateur réalise un travail de journaliste : il déforme la réalité pour dire la vérité ». Cependant, les journalistes ne considèrent pas en général le dessinateurs comme des égaux. Ils ne participent pas aux conférences de rédaction ; ils proposent des dessins, mais ne choisissent pas celui ou ceux qui seront publiés.

### Le dessin de presse et le texte
Bien qu'il se veuille principalement visuel, le dessin de presse se passe généralement pas de texte, qu'il soit présenté sous forme de légende ou, comme dans la bande dessinée, sortant de la bouche d'un personnage.

### Dessinateurs de presse français primés
Le Trophée presse citron {BnF organisé par l'École Estienne depuis 1996 avec la Bibliothèque nationale de France depuis 2011 récompense chaque année des dessinateurs étudiants et professionnels. Il a distingué en 2016 Wingz et Foolz dans la catégorie professionnels.